# Patsianós
Patsianós ou Patsanós, en grec moderne : Πατσιανός-Πατσανός, est un village du dème de La Canée, en Crète, en Grèce. Selon le recensement de 2011, la population de Patsianós compte 100 habitants. Le village est situé à une altitude de 120 m.

## Recensements de la population
| Recensements | 1900 | 1920 | 1928 | 1940 | 1951 | 1961 | 1971 | 1981 | 1991 | 2001 | 2011 |
| ------------ | ---- | ---- | ---- | ---- | ---- | ---- | ---- | ---- | ---- | ---- | ---- |
| Population   | 252  | 327  | 197  | 125  | 225  | 193  | 181  | 156  | -    | 131  | 100  |